# Драфт ВНБА 2017 года
Драфт ВНБА 2017 года прошёл 13 апреля, в четверг, в Нью-Йорке, крупнейшем городе США, по адресу Samsung 837. К участию в драфте были допущены игроки после окончания колледжа и игроки-иностранцы. Лотерея драфта состоялась 28 сентября 2016 года, по результатам которой право выбора под первым номером получила команда «Сан-Антонио Старз», который она использовала на 22-летнюю Келси Плам, защитника из университета Вашингтона. Первый раунд драфта транслировался на спортивном канале ESPN2 (в формате HD) в семь часов вечера по Североамериканскому восточному времени (EDT), в то же время второй и третий раунды были показаны на кабельном канале ESPNU на час позднее.
Всего же на этом драфте было выбрано 36 баскетболисток, из них 31 из США, и по одной из Нигерии (Эвелин Акатор), Испании (Летисия Ромеро), Франции (Лиза Беркани), Канады (Сайша Грант-Аллен) и Австралии (Талия Тупая).

## Легенда к драфту
|  | Выделены игроки, выбранные в Баскетбольный зал славы                      |
|  | Выделены участники Матча всех звёзд ВНБА и игроки сборной всех звёзд ВНБА |
|  | Выделены участники Матча всех звёзд ВНБА                                  |
|  | Выделены игроки сборной всех звёзд ВНБА                                   |
|  | Выделены игроки, не игравшие в ВНБА                                       |

## Лотерея драфта
Лотерея драфта была проведена 28 сентября 2016 года, чтобы определить порядок выбора первой четвёрки команд грядущего драфта, в студии развлечений НБА в городке Секокус (штат Нью-Джерси), которая транслировалась на спортивном кабельном канале ESPN2 в перерыве первого матча финала Западной конференции между командами «Миннесота Линкс» и «Финикс Меркури». Клуб «Сан-Антонио Старз» выиграл в ней право выбирать первой, в то время как «Вашингтон Мистикс» и «Даллас Уингз» были удостоены второго и третьего выбора соответственно. Оставшиеся выборы первого раунда, а также все выборы второго и третьего раундов осуществлялись командами в обратном порядке их итогового положения в регулярном чемпионате прошлого сезона.
В данной таблице показаны шансы четырёх худших команд прошлого сезона, не попавших в плей-офф, которые боролись за шанс получить первый номер выбора на лотерее предстоящего драфта, округлённые до трёх знаков после запятой:
| Худшие команды прошлого сезона                                                             | Баланс побед и поражений четырёх худших команд прошлого сезона (двух последних сезонов) | Шансы на выигрыш первого номера драфта | Номер выбора на драфте | Номер выбора на драфте | Номер выбора на драфте | Номер выбора на драфте |
| Худшие команды прошлого сезона                                                             | Баланс побед и поражений четырёх худших команд прошлого сезона (двух последних сезонов) | Шансы на выигрыш первого номера драфта | 1-й                    | 2-й                    | 3-й                    | 4-й                    |
| ------------------------------------------------------------------------------------------ | --------------------------------------------------------------------------------------- | -------------------------------------- | ---------------------- | ---------------------- | ---------------------- | ---------------------- |
| Сан-Антонио Старз                                                                          | 7-27 (15-53)                                                                            | 442                                    | 0,442                  | 0,316                  | 0,181                  | 0,062                  |
| Даллас Уингз                                                                               | 11-23 (29-39)                                                                           | 227                                    | 0,227                  | 0,269                  | 0,294                  | 0,209                  |
| Коннектикут Сан (право выбора продано в Лос-Анджелес Спаркс)                               | 14-20 (29-39)                                                                           | 227                                    | 0,227                  | 0,269                  | 0,294                  | 0,209                  |
| Вашингтон Мистикс                                                                          | 13-21 (31-37)                                                                           | 104                                    | 0,104                  | 0,145                  | 0,232                  | 0,520                  |
| Примечание: Закрашенные сегменты таблицы обозначают фактические результаты лотереи драфта. |                                                                                         |                                        |                        |                        |                        |                        |

## Приглашённые игроки
6 апреля 2017 года на официальном сайте ВНБА был опубликован список из десяти игроков, специально приглашённых для участия в этом драфте:
| - Брайонна Джонс (Мэриленд) - Алексис Джонс (Бэйлор) - Алиша Грей (Южная Каролина) - Кейла Дейвис (Южная Каролина) | - Ниа Коффи (Северо-Западный) - Элейна Коутс (Южная Каролина) - Эрика Макколл (Стэнфорд) | - Келси Плам (Вашингтон) - Шатори Уокер-Кимбру (Мэриленд) - Сидни Виз (Орегон Стэйт). |

## Сделки
- 1 марта 2016 года команда «Даллас Уингз» получила право выбора под 5-м номером драфта прошлогоднего драфта от клуба «Лос-Анджелес Спаркс» в результате сделки по обмену Рикуны Уильямс на Эрин Филлипс, последний же в свою очередь получил право выбора под 6-м номером драфта 2016 года и под 11-м номером драфта 2017 года[4].
- 10 мая 2016 года команда «Атланта Дрим» обменяла право выбора под 22-м номером драфта в «Индиана Фивер» в обмен на Лейшию Кларендон. Первоначально этот выбор принадлежал клубу «Нью-Йорк Либерти», который продал его в «Атланту» в обмен на Шони Шиммель[5].
- 11 мая 2016 года состоялась двухсторонняя сделка между клубами «Даллас Уингз» и «Нью-Йорк Либерти», по итогам которой «Даллас» получил право выбора под 10-м номером драфта в обмен на Аманду Зауи, а «Нью-Йорк» кроме Аманды получил право выбора под 14-м номером драфта[6].
- 30 января 2017 года состоялась трёхсторонняя сделка между клубами «Сиэтл Шторм», «Вашингтон Мистикс» и «Нью-Йорк Либерти», в результате которой:
  - «Сиэтл Шторм» получил Кэролайн Суордс от «Нью-Йорк Либерти» и право выбора под 15-м номером драфта от «Вашингтон Мистикс».
  - «Вашингтон Мистикс» получил право выбора под 6-м и 18-м номерами драфта от команды «Сиэтл Шторм».
  - «Нью-Йорк Либерти» получил Киа Вон и Бриа Хартли от «Вашингтон Мистикс»[7].
- 31 января 2017 года клуб «Сан-Антонио Старз» получил право выбора под 5-м номером драфта и центровую Изабель Харрисон от «Финикс Меркури» в обмен на Даниэллу Робинсон[8].
- 2 февраля 2017 года команда «Чикаго Скай» получила право выбора под 2-м номером драфта от «Вашингтон Мистикс» в результате сделки по продаже форварда Елены Делле Донн, кроме того ряды «Чикаго» пополнили Стефани Долсон и Кали Коппер[9].
- 17 февраля 2017 года клуб «Даллас Уингз» получил право выбора под 4-м и 23-м номерами драфта от команды «Лос-Анджелес Спаркс» в обмен на Одисси Симс и 11-й номер драфта[10]. В свою очередь «Спаркс» получили этот выбор, плюс 15-й и 23-й номера прошлого драфта и права на Челси Грей, от команды «Коннектикут Сан», которая получила права на Джонквел Джонс и выбор под 17-м номером драфта 2016 года[11].
- 21 февраля 2017 года состоялась трёхсторонняя сделка между командами «Коннектикут Сан», «Индиана Фивер» и «Финикс Меркури», в результате которой:
  - «Коннектикут Сан» получила Линетту Кайзер и право выбора под 8-м номером драфта от «Индиана Фивер».
  - «Индиана Фивер» получила Кэндис Дюпри и право выбора под 17-м номером драфта от клуба «Финикс Меркури».
  - «Финикс Меркури» получила Камиллу Литтл и Джиллиан Эллейн от «Коннектикут Сан»[12].

## Первый раунд

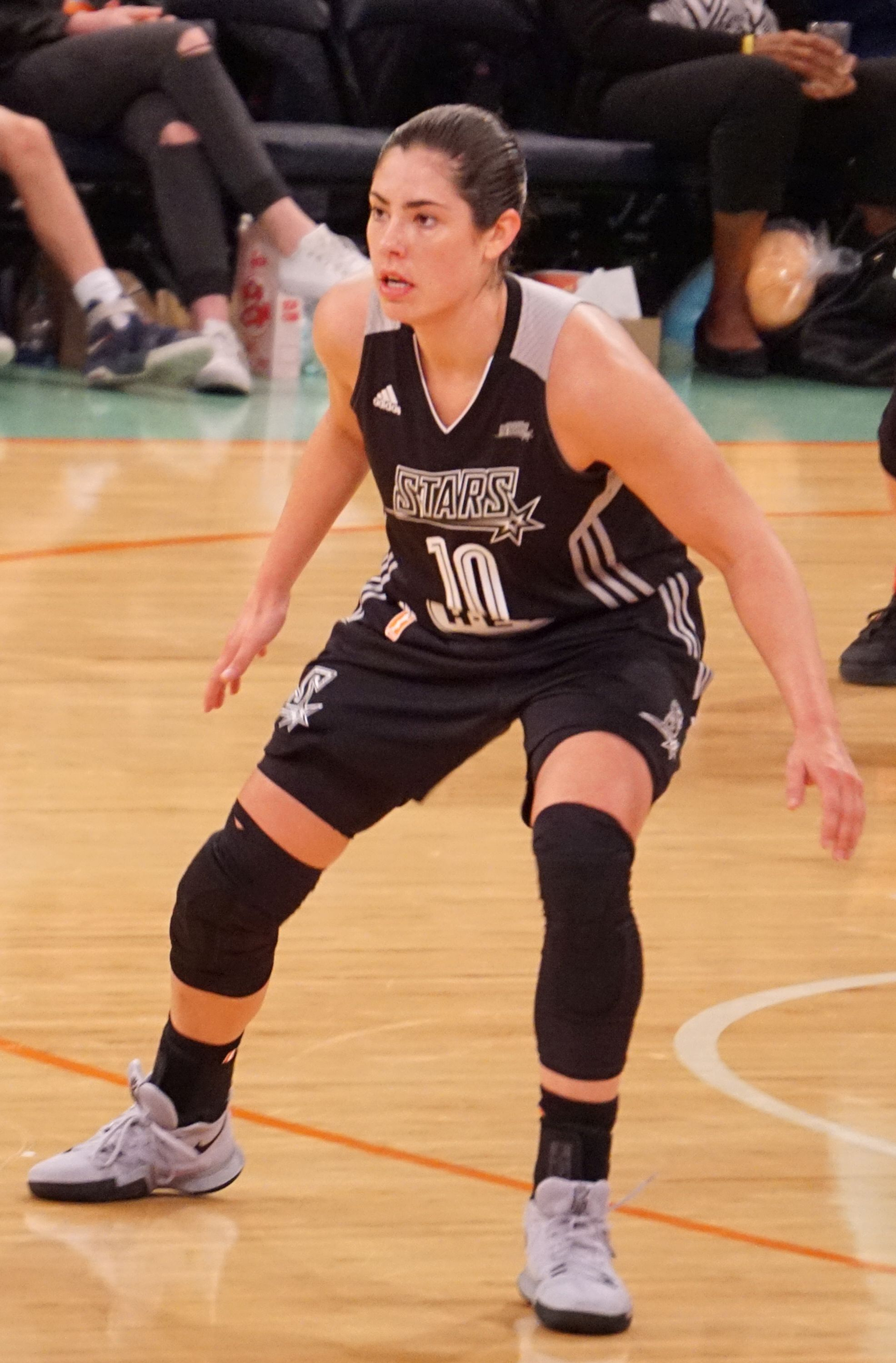
Келси Плам, 1-й номер драфта

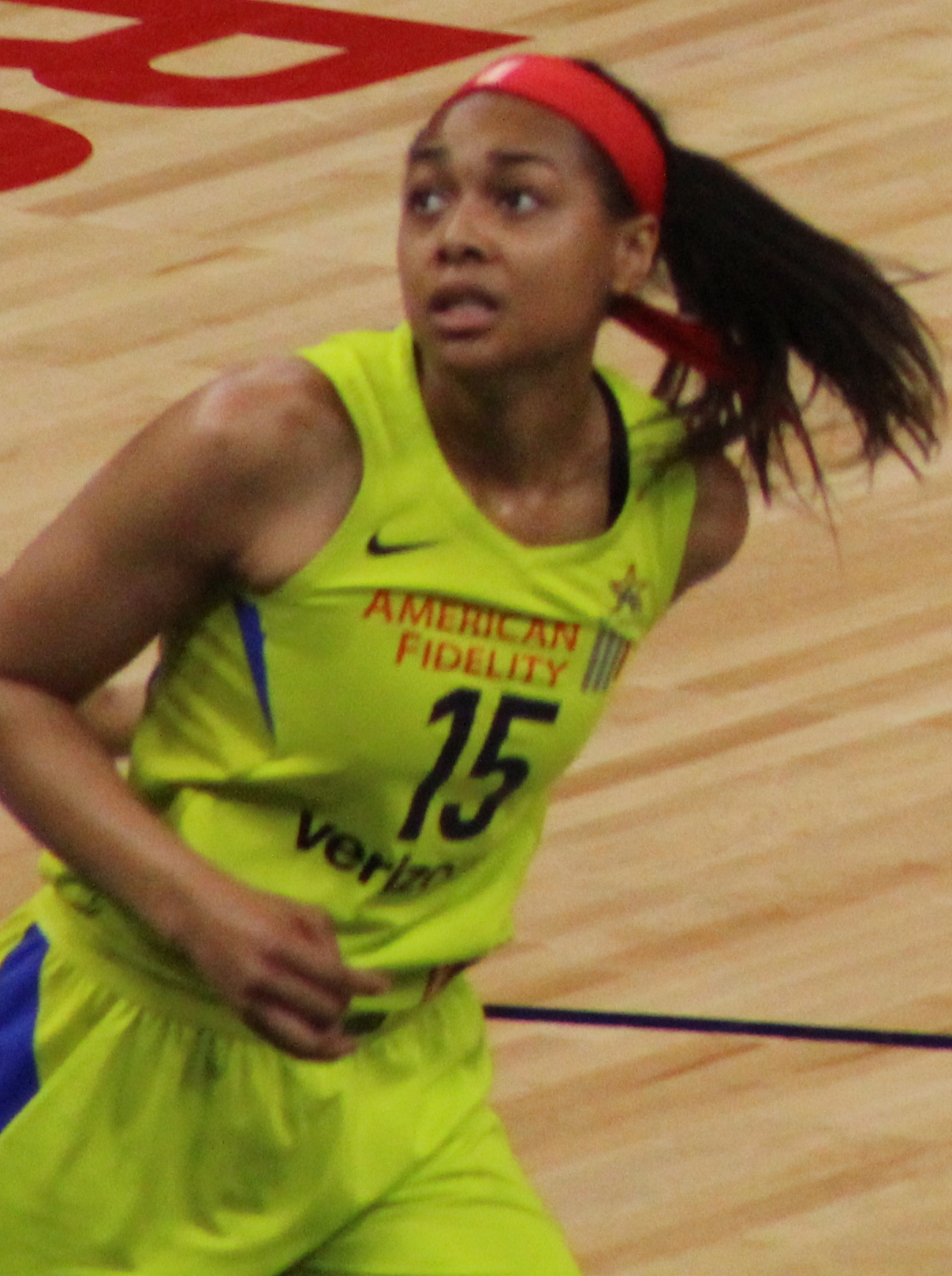
Алиша Грей, 4-й номер драфта

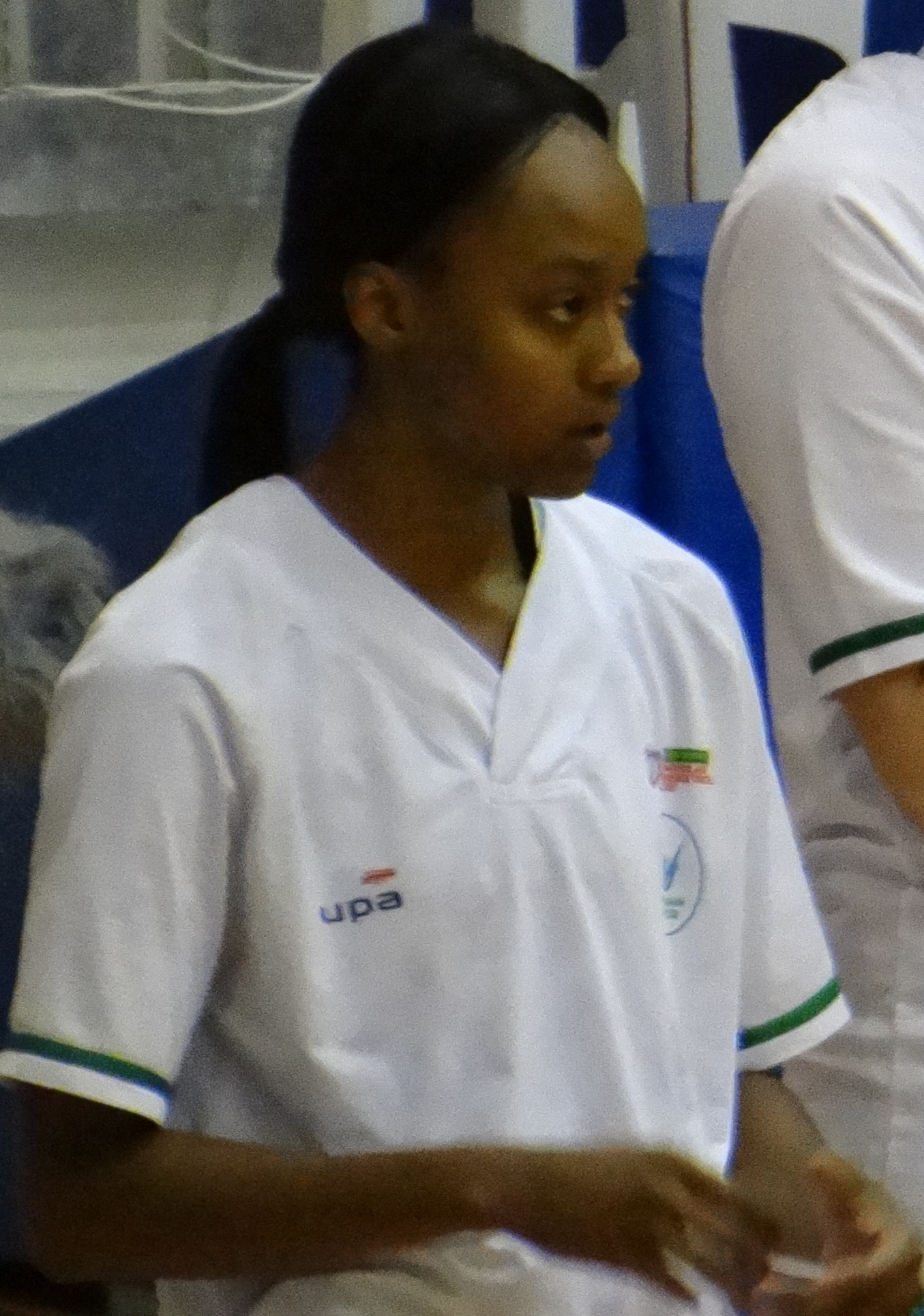
Шатори Уокер-Кимбру, 6-й номер драфта

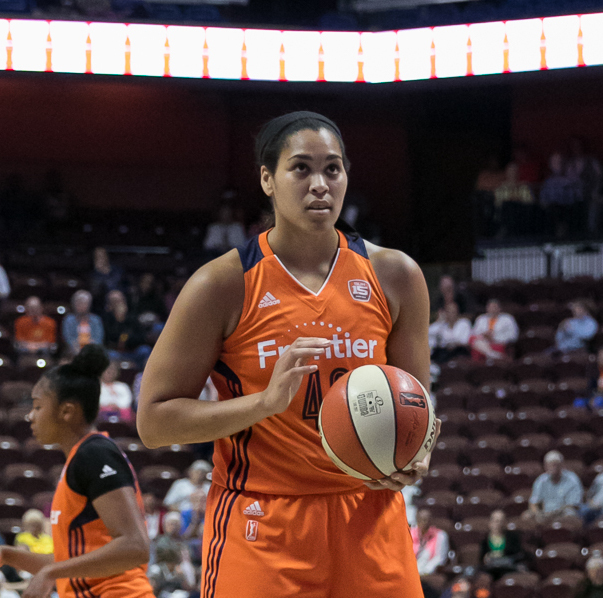
Брайонна Джонс, 8-й номер драфта

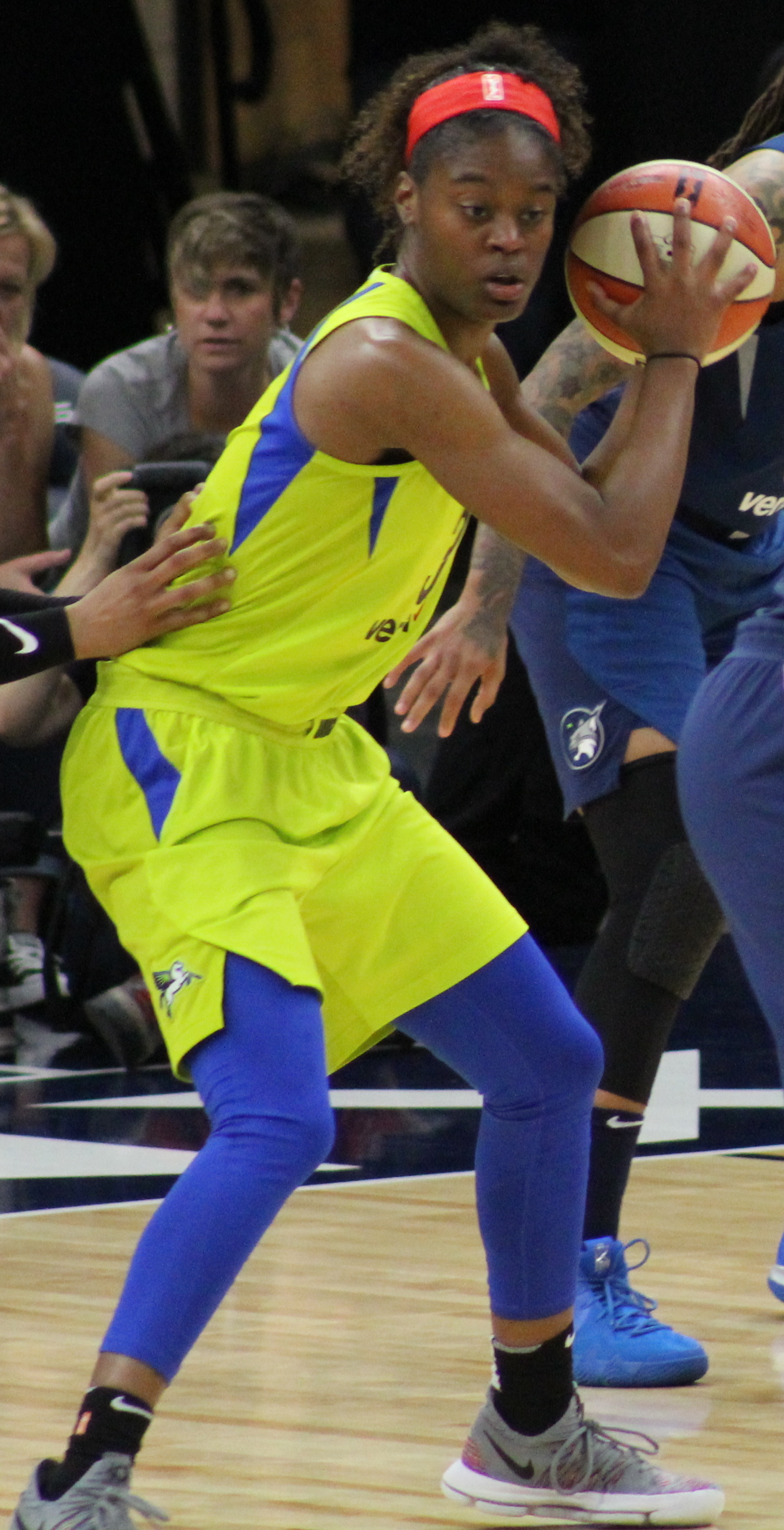
Кейла Дейвис, 10-й номер драфта

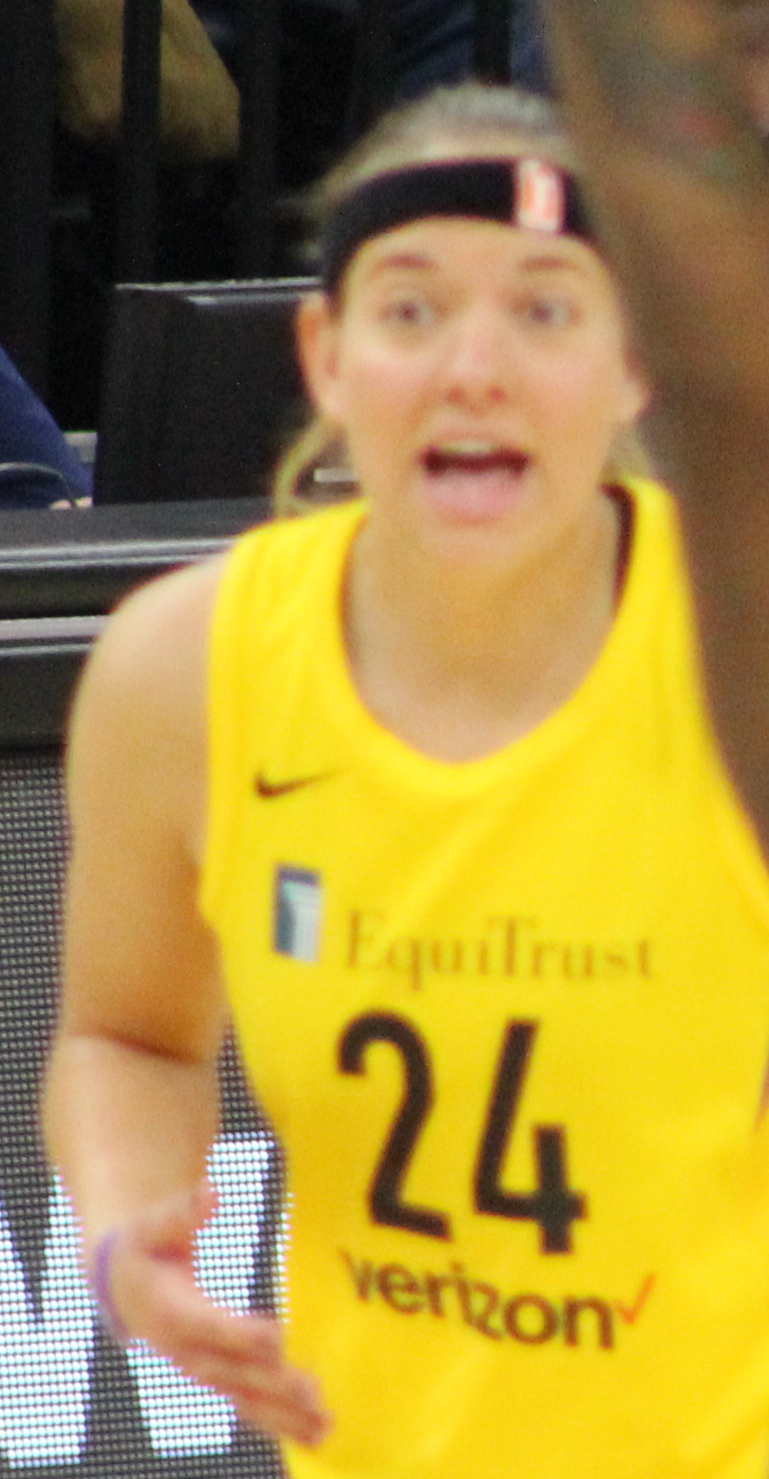
Сидни Виз, 11-й номер драфта

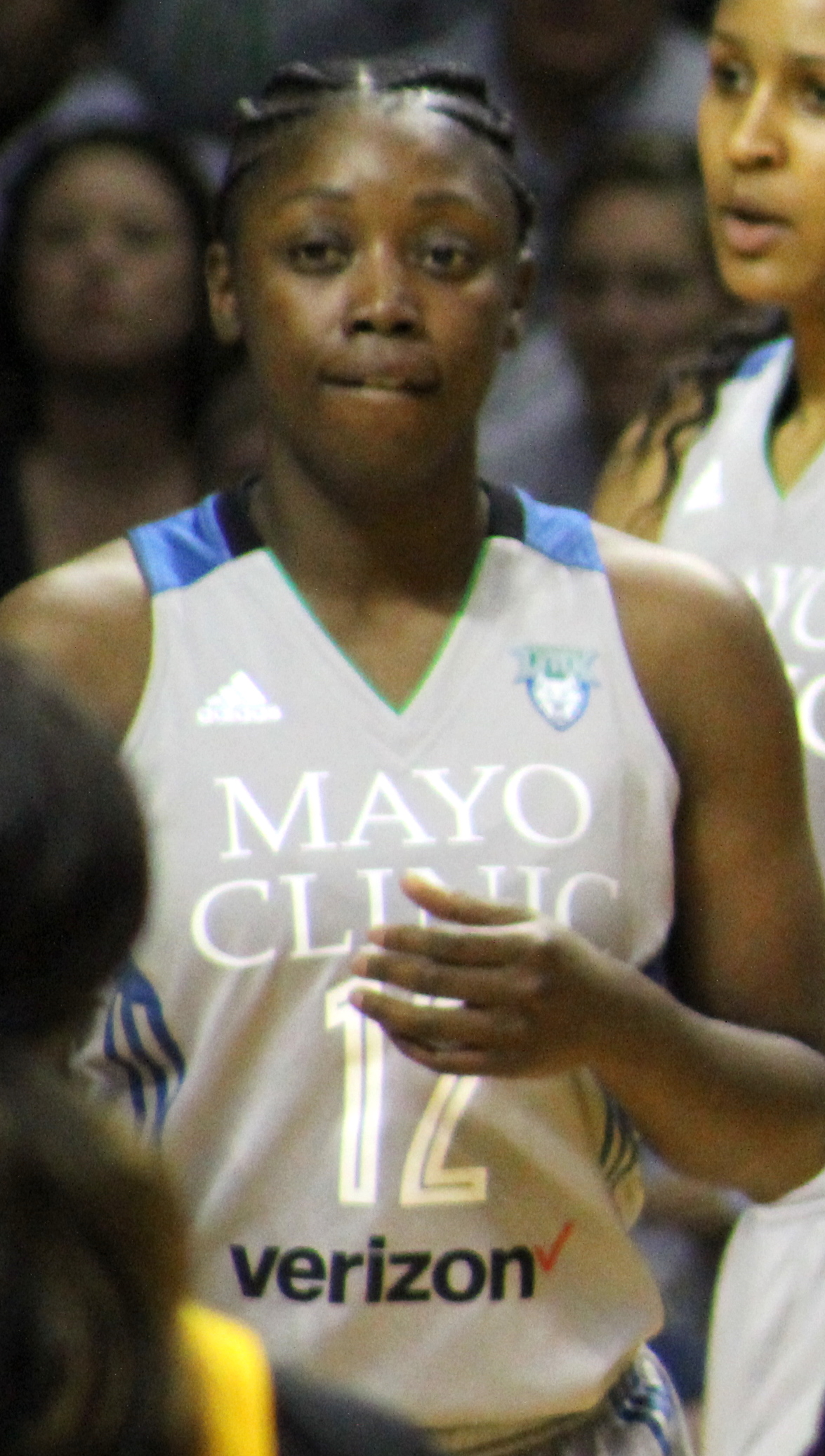
Алексис Джонс, 12-й номер драфта

| Выбор | Игрок               | Позиция             | Гражданство | Команда драфта                                                               | Университет/ Бывшая команда              |
| ----- | ------------------- | ------------------- | ----------- | ---------------------------------------------------------------------------- | ---------------------------------------- |
| 1     | Келси Плам          | Защитник            | США         | Сан-Антонио Старз                                                            | Вашингтонский университет                |
| 2     | Элейна Коутс        | Центровая           | США         | Чикаго Скай (право выбора от Вашингтон Мистикс)                              | Университет Южной Каролины               |
| 3     | Эвелин Акатор       | Форвард / Центровая | Нигерия     | Даллас Уингз                                                                 | Университет Кентукки                     |
| 4     | Алиша Грей          | Защитник            | США         | Даллас Уингз (право выбора от Коннектикут Сан через Лос-Анджелес Спаркс)     | Университет Южной Каролины               |
| 5     | Ниа Коффи           | Форвард             | США         | Сан-Антонио Старз (право выбора от Финикс Меркури)                           | Северо-Западный университет              |
| 6     | Шатори Уокер-Кимбру | Защитник            | США         | Вашингтон Мистикс (право выбора от Сиэтл Шторм)                              | Мэрилендский университет в Колледж-Парке |
| 7     | Бриттни Сайкс       | Защитник            | США         | Атланта Дрим                                                                 | Сиракьюсский университет                 |
| 8     | Брайонна Джонс      | Центровая           | США         | Коннектикут Сан (право выбора от Индиана Фивер)                              | Мэрилендский университет в Колледж-Парке |
| 9     | Тори Янкоска        | Защитник            | США         | Чикаго Скай                                                                  | Университет штата Мичиган                |
| 10    | Кейла Дейвис        | Защитник            | США         | Даллас Уингз (право выбора от Нью-Йорк Либерти)                              | Университет Южной Каролины               |
| 11    | Сидни Виз           | Защитник            | США         | Лос-Анджелес Спаркс (право выбора от Лос-Анджелес Спаркс через Даллас Уингз) | Университет штата Орегон                 |
| 12    | Алексис Джонс       | Защитник            | США         | Миннесота Линкс                                                              | Бэйлорский университет                   |

## Второй раунд
| Выбор | Игрок               | Позиция             | Гражданство | Команда драфта                                                         | Университет/ Бывшая команда   |
| ----- | ------------------- | ------------------- | ----------- | ---------------------------------------------------------------------- | ----------------------------- |
| 13    | Шайла Купер         | Форвард             | США         | Коннектикут Сан (право выбора от Сан-Антонио Старз через Ф-кс Меркури) | Университет штата Огайо       |
| 14    | Линдсей Аллен       | Защитник            | США         | Нью-Йорк Либерти (право выбора от Даллас Уингз)                        | Университет Нотр-Дам          |
| 15    | Алексис Питерсон    | Защитник            | США         | Сиэтл Шторм (право выбора от Вашингтон Мистикс)                        | Сиракьюсский университет      |
| 16    | Летисия Ромеро      | Защитник            | Испания     | Коннектикут Сан                                                        | Университет штата Флорида     |
| 17    | Эрика Макколл       | Форвард / Центровая | США         | Индиана Фивер (право выбора от Финикс Меркури)                         | Стэнфордский университет      |
| 18    | Дженни Симмс        | Защитник            | США         | Вашингтон Мистикс (право выбора от Сиэтл Шторм)                        | Университет Старого Доминиона |
| 19    | Джордан Рейнольдс   | Защитник            | США         | Атланта Дрим                                                           | Университет Теннесси          |
| 20    | Фейонда Фицджеральд | Защитник            | США         | Индиана Фивер                                                          | Университет Темпл             |
| 21    | Шантель Осахор      | Форвард             | США         | Чикаго Скай                                                            | Вашингтонский университет     |
| 22    | Ронни Уильямс       | Форвард             | США         | Индиана Фивер (право выбора от Нью-Йорк Либерти через Атланта Дрим)    | Университет Флориды           |
| 23    | Брианна Льюис       | Центровая           | США         | Даллас Уингз (право выбора от Лос-Анджелес Спаркс)                     | Университет штата Канзас      |
| 24    | Лиза Беркани        | Форвард             | Франция     | Миннесота Линкс                                                        | УСО Мондвиль                  |

## Третий раунд
| Выбор | Игрок              | Позиция   | Гражданство | Команда драфта      | Университет/ Бывшая команда          |
| ----- | ------------------ | --------- | ----------- | ------------------- | ------------------------------------ |
| 25    | Шаквила Нанн       | Форвард   | США         | Сан-Антонио Старз   | Университет Теннесси                 |
| 26    | Санайя Чонг        | Защитник  | США         | Даллас Уингз        | Университет Коннектикута             |
| 27    | Мерин Кракер       | Форвард   | США         | Вашингтон Мистикс   | Висконсинский университет в Грин-Бее |
| 28    | Джессика Дженьюари | Защитник  | США         | Коннектикут Сан     | Университет Де Поля                  |
| 29    | Алексис Принс      | Защитник  | США         | Финикс Меркури      | Бэйлорский университет               |
| 30    | Ланай Монтгомери   | Центровая | США         | Сиэтл Шторм         | Университет Западной Виргинии        |
| 31    | Одера Чидом        | Форвард   | США         | Атланта Дрим        | Университет Дьюка                    |
| 32    | Адриенна Мотли     | Защитник  | США         | Индиана Фивер       | Университет Майами                   |
| 33    | Макайла Эппс       | Защитник  | США         | Чикаго Скай         | Университет Кентукки                 |
| 34    | Кай Джеймс         | Центровая | США         | Нью-Йорк Либерти    | Университет штата Флорида            |
| 35    | Сайша Грант-Аллен  | Центровая | Канада      | Лос-Анджелес Спаркс | Университет Дейтона                  |
| 36    | Талия Тупая        | Защитник  | Австралия   | Миннесота Линкс     | Сидней Юни Флэймз                    |